# Gahapati
Gahapati (m., f.: gahapātānī in pāli, gṛhapati in sanscrito vedico) è una particolare figura di laico nel canone buddhista. Il dizionario della Pāli Text Society fornisce l'etimologia del termine (gaha+pati) dove pati ha ancora l'antico significato di "padrone", "signore", dotato di potere, dignità e buona sorte, accostabile al sanscrito dampati=dominus latino, mentre nella lingua pāli il senso si può ricavare da termini quali senāpati, comandante, generale, in sanscrito jāspati, capofamiglia, lat. hospes, bulgaro arcaico gospoda=potestas lat., "possessore di una casa", capofamiglia, pater familias. In questo senso il termine pāli è equivalente al sanscrito gṛhastha, laico, "colui che vive a casa propria" (da gṛhin, uomo di casa, laico, sposato).
Negli insegnamenti canonici buddhisti in numerosi discorsi ed eventi si presta attenzione alla figura del laico, in generale reso con i termini upāsaka (m., laico) e upāsikā (f., laica), ossia un seguace attivo della dottrina del Buddha, una persona che si fa carico di assistere la comunità monastica. Ma nella letteratura canonica vi sono altri tipi di membri della società con un qualche rapporto con la comunità monastica, anche se non così attiva come gli upāsaka. Alcuni di questi sono i gahapati, termine a volte tradotto con "tesorieri", cui alcuni preferiscono "capitalisti". Un gahapati è generalmente considerato un membro di alto rango all'interno della terza casta, quella dei mercanti ed artigiani, nonché uno dei sette 'gioielli' di un cakravartin, di un dominatore universale. Egli è uno scopritore di tesori nascosti grazie al suo divyacakṣu, visione sottile o divina, mettendo quelli non reclamati dal legittimo proprietario sotto il possesso del sovrano. Il gahapati vive praticando le arti e i mestieri (sippādhiṭṭhāna), dedicandosi alle proprie attività ed affari (kammantābhinivesā) e godendo del frutto del proprio lavoro (niṭṭhitā kammantapariyosanā).
Nella letteratura canonica sono generalmente visti con benignità, sebbene se ne dica che la loro propensione a dedicarsi esclusivamente all'accumulo di ogni genere di ricchezza e all'appagamento di qualsivoglia piacere o desiderio li espone all'ansia di non poter più un giorno esercitare le proprie prerogative e di doversi quindi ritirare dai propri affari, mentre il loro attaccamento ai piaceri sensuali è detto probabilmente dovuto alla loro ignoranza degli effetti negativi dell'attaccamento agli oggetti mondani. Dal punto di vista formale, un aspetto che differenzia gli upāsaka dai gahapati è che i primi, a differenza dei secondi, prendono i tre rifugi (tisaraṇa) oltre che i cinque precetti. Il Buddha è riportato insegnare la sua dottrina (etica, religiosa e secolare) ai laici senza fare distinzione alla loro classe, credo, sesso o status sociale.
In un'epoca in cui in India fioriva la classe commerciale e artigiana accanto alla tradizionale società agricola, i grandi proprietari terrieri erano chiamati gahapati, mentre con seṭṭhi erano indicati i magnati dell'industria.